# Bizanos
Bizanos is een gemeente in het Franse departement Pyrénées-Atlantiques (regio Nouvelle-Aquitaine). De plaats maakt deel uit van het arrondissement Pau. Bizanos telde op 1 januari 2022 4.570 inwoners.

## Geografie
De oppervlakte van Bizanos bedroeg op 1 januari 2022 4,42 vierkante kilometer; de bevolkingsdichtheid was toen 1.033,9 inwoners per km².

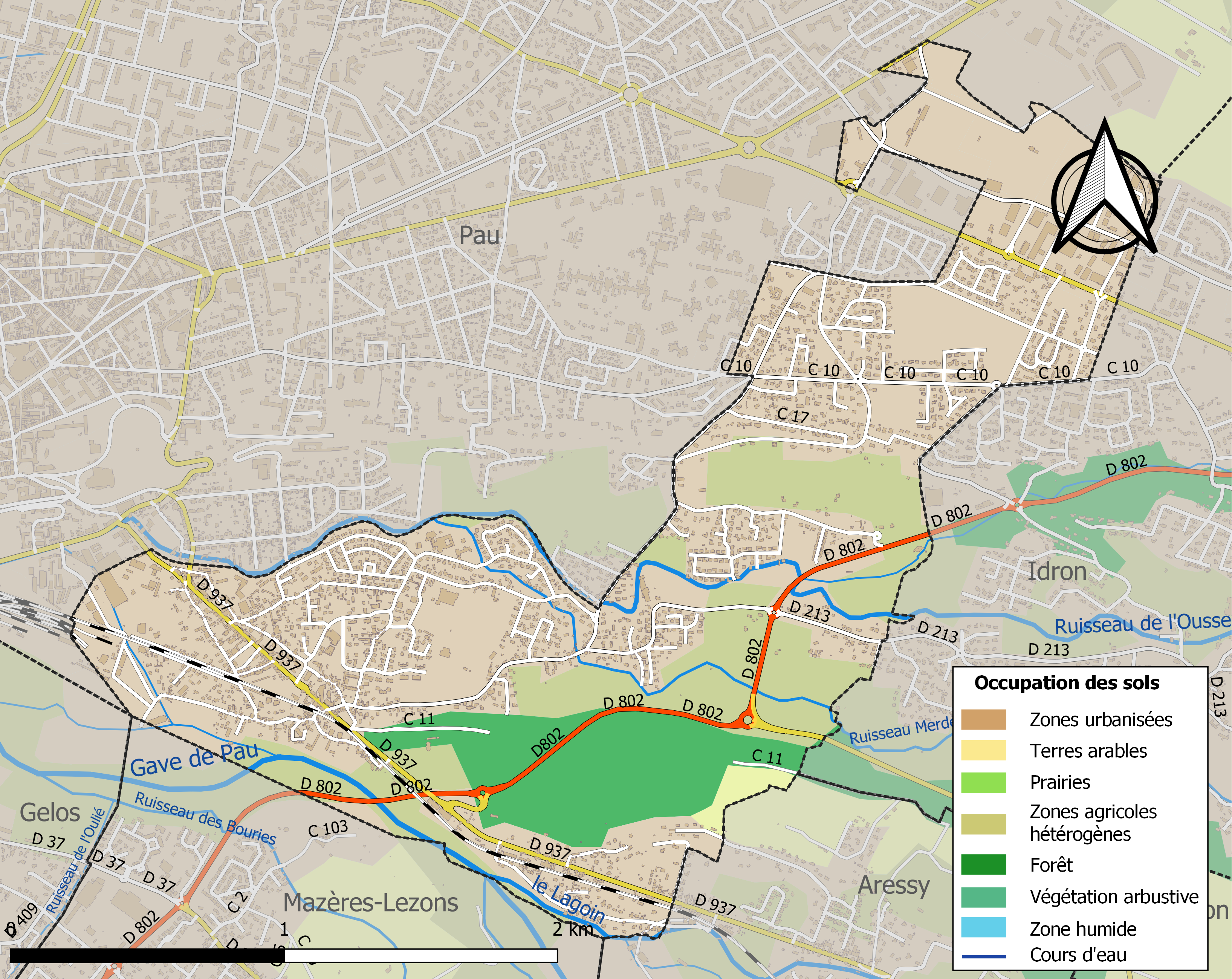
Kaart van de gemeente met belangrijkste infrastructuur, bodemgebruik en omliggende gemeenten

## Demografie
Onderstaande figuur toont het verloop van het inwonertal (bron: INSEE-tellingen).